# Ulica škofa Maksimilijana Držečnika

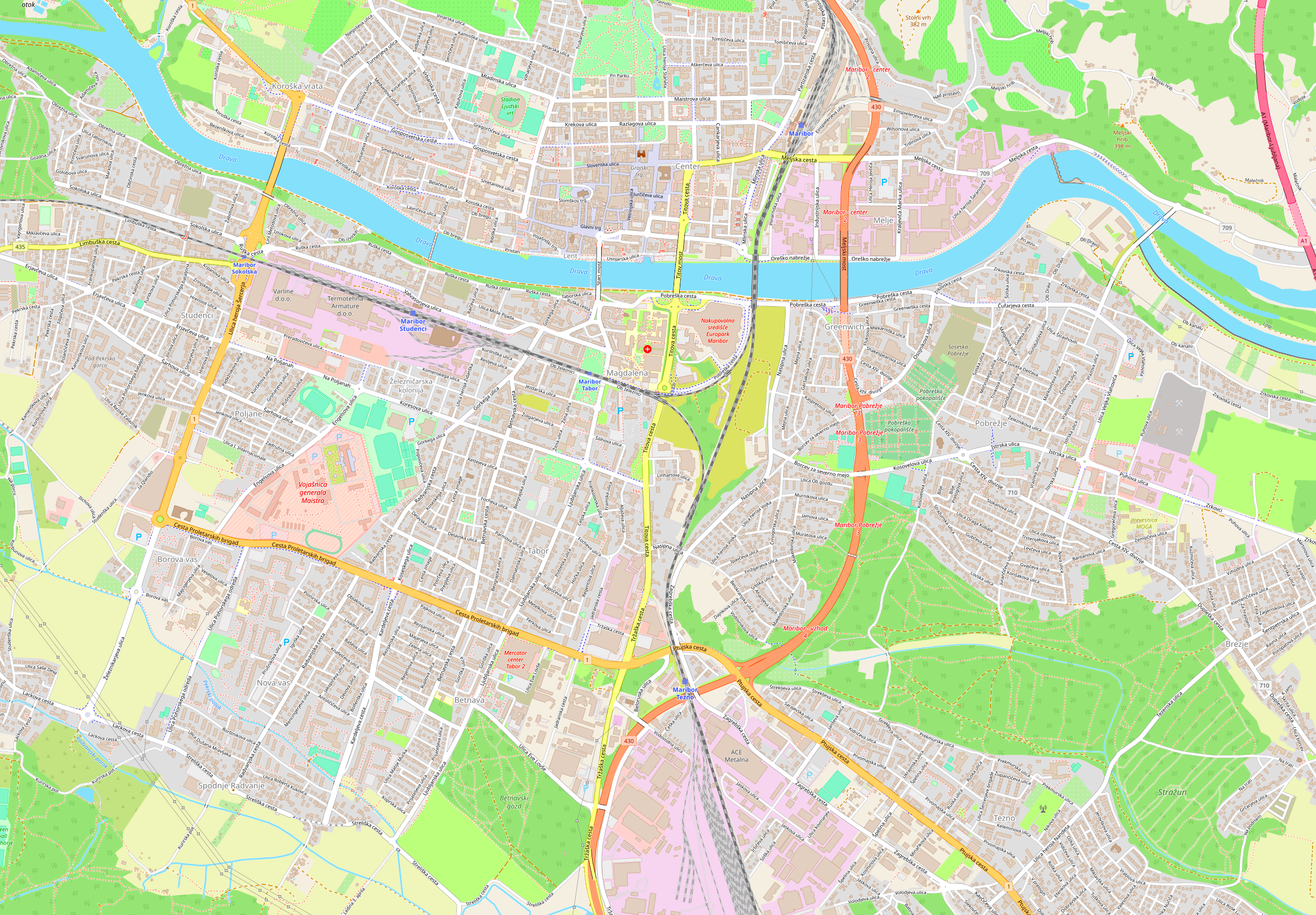

Ulica škofa Maksimilijana Držečnika (deutsch: Bischof-Maksimilijan-Držečnik-Gasse) ist der Name einer Straße im Bezirk Center der Stadtgemeinde Maribor, Slowenien. Sie ist benannt nach dem jugoslawischen Theologen slowenischer Herkunft und Bischof von Maribor Maksimilijan Držečnik (1903 bis 1978).

## Geschichte
Die Bischof-Maksimilijan-Držečnik-Gasse ist der nördliche Teil der bis 2011  Svetozarevska ulica genannten Straße, deren südlicher  Teil heute Ulica slovenske osamosvojitve (Gasse der slowenischen Unabhängigkeit) heißt. Bis zur Mitte des 20. Jahrhunderts hieß die Svetozarevska ulica Badgasse bzw. Kopališka ulica.
Ende des 19. Jahrhunderts wurde im Haus Nr. 5 der Badgasse das Städtische Dampfbad eröffnet, das bis in die 1960er Jahre geöffnet war.

## Lage
Die Straße beginnt an ihrer Kreuzung mit dem Platz Trg svobode und der Partizanska cesta an der Westseite der Marienbasilika und verläuft parallel zur Ulica Vita Kraigherija nach Süden bis zum Übergang in die Ulica slovenske osamosvojitve auf dem Platz Trg Leona Štuklja.

## Sehenswürdigkeiten
- Marienbasilika Maribor
- Platz der Freiheit mit Burg von Maribor